# NGC 2297
NGC 2297 è una galassia a spirale (barrata?) situata nella costellazione del Pittore, a una distanza di circa 168 milioni di anni luce dalla nostra Via Lattea.

## Scoperta
La galassia è stata scoperta il 31 gennaio 1835 dall'astronomo britannico John Herschel.

## Descrizione
NGC 2297 ha una classe di luminosità II-III.